# Intravitalmikroskopie
Intravitalmikroskopie (von lateinisch intra vital „im Leben“) bezeichnet Mikroskopie an lebenden Organismen, häufig Tieren. Das angewendete mikroskopische Verfahren ist dabei nicht entscheidend. Es kann sich beispielsweise um normale Hellfeld-Lichtmikroskopie, Fluoreszenzmikroskopie oder auch Multiphotonenmikroskopie handeln. Intravitalmikroskopie wird durchgeführt, um Sachverhalte zu studieren, die sich nicht an fixierten (toten) Objekten oder isolierten Zellen oder Geweben untersuchen lassen, beispielsweise die Reaktion von Organen auf bestimmte Reize oder Chemikalien. Bei hoher räumlicher und zeitlicher Auflösung lassen sich Vorgänge in vivo bis auf molekularer Ebene analysieren.
Nach Sumen wurde Intravitalmikroskopie zuerst von Rudolf Wagner (1839)
und von Julius Friedrich Cohnheim (1889) angewendet. Mikroskopische Beobachtungen an lebenden Fischen wurden jedoch schon von Antoni van Leeuwenhoek durchgeführt.
Die dazu benutzte Intravitalfärbung (eine Vitalfärbung) erfuhr von 1885 bis 1894 eine große Erweiterung durch die Arbeiten über ihre chemischen Grundlagen von Paul Ehrlich.